# Kihlepa
Kihlepa je vesnice v estonském kraji Pärnumaa, samosprávně patřící pod statutární město Pärnu.
V severní části vesnice se nachází pravoslavný kostel Nanebevstoupení Páně, hřbitov a chráněný dub, které nesou jméno podle usedlosti Uruste, nacházející se už v katastru sousední vesnice Kärbu.

## Další obrázky

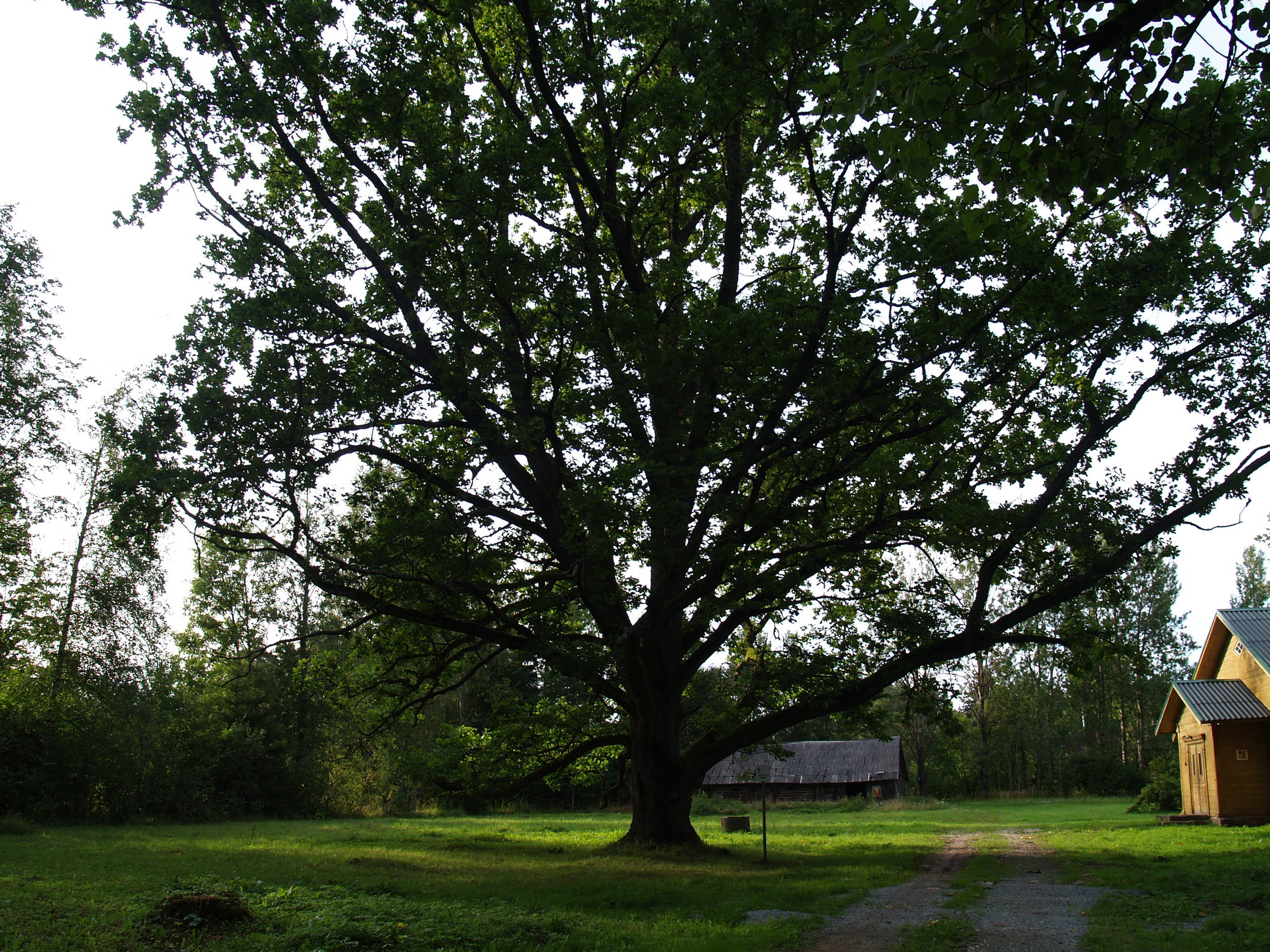
Urustský dub